# Ironbottom Sound
Ironbottom Sound (wörtlich übersetzt „Eisengrund-Sund“), deutsch Eisensund, wird die See im Salomonen-Archipel zwischen den Inseln Guadalcanal im Süden, Savo Island im Westen und den Florida Islands im Norden, genannt. Offiziell heißt sie Savo Sound.
Die Bezeichnung beruht auf den fast 50 hier während des Pazifikkriegs gesunkenen oder an den Küsten aufgelaufenen Schiffen der Alliierten und Japaner. Der Iron Bottom Sound stellte die Südstation des Tokyo Express dar, mit dem die Japaner versuchten ihre Truppen auf Guadalcanal zu unterstützen. Vor dem Krieg wurde das Gebiet als Sealark-Sound bezeichnet.
Einige der an den Küsten oder in Küstennähe liegenden Wracks sind heute sehr beliebt bei Wracktauchern.

## Schlachten
- Schlacht vor Savo Island, 9. August 1942
- Schlacht von Cape Esperance, 12. Oktober 1942
- Seeschlacht von Guadalcanal, 13. bis 15. November 1942
- Schlacht bei Tassafaronga, 30. November 1942

## Schiffswracks
| Name                 | Flagge             | Schiffstyp                         | Klasse               | Gesunken am   | Bemerkung                                                           |
| -------------------- | ------------------ | ---------------------------------- | -------------------- | ------------- | ------------------------------------------------------------------- |
| USS George F. Elliot | Vereinigte Staaten | Frachtschiff                       | Heywood-Klasse       | 8. Aug. 1942  |                                                                     |
| USS Astoria          | Vereinigte Staaten | Schwerer Kreuzer                   | New-Orleans-Klasse   | 9. Aug. 1942  |                                                                     |
| HMAS Canberra        | Australien         | Schwerer Kreuzer                   | Kent-Klasse          | 9. Aug. 1942  | siehe Karte                                                         |
| USS Minneapolis      | Vereinigte Staaten | Schwerer Kreuzer                   | New Orleans-Klasse   | 30. Nov. 1942 | nur deren durch Torpedotreffer beschädigter Bug im Hafen von Tulagi |
| USS Vincennes        | Vereinigte Staaten | Schwerer Kreuzer                   | New-Orleans-Klasse   | 9. Aug. 1942  |                                                                     |
| USS Quincy           | Vereinigte Staaten | Schwerer Kreuzer                   | New-Orleans-Klasse   | 9. Aug. 1942  | siehe Karte                                                         |
| USS Jarvis           | Vereinigte Staaten | Zerstörer                          | Bagley-Klasse        | 9. Aug. 1942  |                                                                     |
| Yūdachi              | Japan              | Zerstörer                          | Shiratsuyu-Klasse    | 9. Aug. 1942  | siehe Karte                                                         |
| USS Blue             | Vereinigte Staaten | Zerstörer                          | Bagley-Klasse        | 22. Aug. 1942 |                                                                     |
| USS Colhoun          | Vereinigte Staaten | Schnelles Angriffs-Transportschiff | Wickes-Klasse        | 30. Aug. 1942 |                                                                     |
| USS Gregory          | Vereinigte Staaten | Schnelles Angriffs-Transportschiff | Wickes-Klasse        | 5. Sep. 1942  |                                                                     |
| Fubuki               | Japan              | Zerstörer                          | Fubuki-Klasse        | 11. Okt. 1942 |                                                                     |
| Furutaka             | Japan              | Schwerer Kreuzer                   | Furutaka-Klasse      | 12. Okt. 1942 |                                                                     |
| USS Duncan           | Vereinigte Staaten | Zerstörer                          | Gleaves-Klasse       | 12. Okt. 1942 |                                                                     |
| Sasako Maru          | Japan              | Truppentransportschiff             | Sakito-Maru-Klasse   | 14. Okt. 1942 | in Strandnähe auf Guadalcanal (siehe Karte)                         |
| Kyushu Maru          | Japan              | Truppentransportschiff             |                      | 14. Okt. 1942 | in Strandnähe auf Guadalcanal (siehe Karte)                         |
| Yamatsuki Maru       | Japan              | Truppentransportschiff             | Shinko-Maru-Klasse   | 14. Okt. 1942 | in Strandnähe auf Guadalcanal (siehe Karte)                         |
| Azumasan Maru        | Japan              | Truppentransportschiff             |                      | 15. Okt. 1942 | in Strandnähe auf Guadalcanal (siehe Karte)                         |
| USS Seminole         | Vereinigte Staaten | Hochseeschlepper                   | Navajo-Klasse        | 25. Okt. 1942 | siehe Karte                                                         |
| USS YP-284           | Vereinigte Staaten | Patrouillenboot                    |                      | 25. Okt. 1942 |                                                                     |
| Hiei                 | Japan              | Schlachtschiff                     | Kongō-Klasse         | 13. Nov. 1942 |                                                                     |
| USS Atlanta          | Vereinigte Staaten | Leichter Kreuzer                   | Atlanta-Klasse       | 13. Nov. 1942 | vor Lunga Point auf Guadalcanal (siehe Karte)                       |
| USS Juneau           | Vereinigte Staaten | Leichter Kreuzer                   | Atlanta-Klasse       | 13. Nov. 1942 |                                                                     |
| Akatsuki             | Japan              | Zerstörer                          | Akatsuki-Klasse      | 13. Nov. 1942 |                                                                     |
| USS Barton           | Vereinigte Staaten | Zerstörer                          | Benson-Klasse        | 13. Nov. 1942 | siehe Karte                                                         |
| USS Cushing          | Vereinigte Staaten | Zerstörer                          | Mahan-Klasse         | 13. Nov. 1942 | siehe Karte                                                         |
| USS Laffey           | Vereinigte Staaten | Zerstörer                          | Benson-Klasse        | 13. Nov. 1942 | siehe Karte                                                         |
| USS Monssen          | Vereinigte Staaten | Zerstörer                          | Gleaves-Klasse       | 13. Nov. 1942 | siehe Karte                                                         |
| Kinugawa Maru        | Japan              | Truppentransportschiff             |                      | 14. Nov. 1942 | in Strandnähe auf Guadalcanal (siehe Karte)                         |
| USS Preston          | Vereinigte Staaten | Zerstörer                          | Mahan-Klasse         | 14. Nov. 1942 |                                                                     |
| Kirishima            | Japan              | Schlachtschiff                     | Kongō-Klasse         | 15. Nov. 1942 | siehe Karte                                                         |
| Ayanami              | Japan              | Zerstörer                          | Fubuki-Klasse        | 15. Nov. 1942 |                                                                     |
| USS Walke            | Vereinigte Staaten | Zerstörer                          | Sims-Klasse          | 15. Nov. 1942 |                                                                     |
| Yamaura Maru         | Japan              | Truppentransportschiff             | Yamabiko-Maru-Klasse | 15. Nov. 1942 | in Strandnähe auf Guadalcanal (siehe Karte)                         |
| USS Northampton      | Vereinigte Staaten | Schwerer Kreuzer                   | Northampton-Klasse   | 30. Nov. 1942 | siehe Karte                                                         |
| Takanami             | Japan              | Zerstörer                          | Yūgumo-Klasse        | 30. Nov. 1942 |                                                                     |
| Teruzuki             | Japan              | Zerstörer                          | Akizuki-Klasse       | 12. Dez. 1942 |                                                                     |
| USS PT-44            | Vereinigte Staaten | PT-Schnellboot                     |                      | 12. Dez. 1942 |                                                                     |
| Hirokawa Maru        | Japan              | Truppentransportschiff             |                      | 14. Dez. 1942 | in Strandnähe von Guadalcanal (siehe Karte)                         |
| De Haven             | Vereinigte Staaten | Zerstörer                          | Fletcher-Klasse      | 1. Feb. 1943  | siehe Karte                                                         |
| Makigumo             | Japan              | Zerstörer                          | Yūgumo-Klasse        | 1. Feb. 1943  |                                                                     |
| USS Aaron Ward       | Vereinigte Staaten | Zerstörer                          | Gleaves-Klasse       | 7. Apr. 1943  | in Strandnähe (550 m) von Florida Island (siehe Karte)              |
| USS Kanawha          | Vereinigte Staaten | Versorgungstanker                  | Kanawha-Klasse       | 8. Apr. 1943  | in der Hafeneinfahrt von Tulagi                                     |
| USS John Penn        | Vereinigte Staaten | Schnelles Angriffs-Transportschiff |                      | 13. Aug. 1943 | (ex: S.S. Excambion), in Strandnähe auf Guadalcanal (siehe Karte)   |
| USS PT-112           | Vereinigte Staaten | PT-Schnellboot                     |                      | 11. Jan. 1943 |                                                                     |
| USS PT-37            | Vereinigte Staaten | PT-Schnellboot                     |                      | 1. Feb. 1943  |                                                                     |
| USS PT-111           | Vereinigte Staaten | PT-Schnellboot                     |                      | 1. Feb. 1943  |                                                                     |
| USS PT-123           | Vereinigte Staaten | PT-Schnellboot                     |                      | 1. Feb. 1943  |                                                                     |
| HMNZS Moa            | Neuseeland         | Minensuchboot                      | Bird-Klasse          | 7. Apr. 1943  | im Hafen von Tulagi                                                 |
| USS Serpens          | Vereinigte Staaten | Frachtschiff                       | Crater-Klasse        | 29. Jan. 1945 |                                                                     |